# Stefan Lupu
Stefan Lupu (rum. Ștefăniță Lupu; ur. 1641, zm. 1661) – hospodar Mołdawii w latach 1659–1661.

## Biografia
Był synem hospodara Bazylego Lupu. W 1659 zdołał zyskać z nadania Imperium osmańskiego tron mołdawski, z którego kilka lat wcześniej został siłą usunięty jego ojciec. Zawdzięczał to staraniom ojca, znajdującego się na wygnaniu w Konstantynopolu. W okresie swoich rządów musiał zmagać się z atakami Konstantyna Șerbana, byłego hospodara wołoskiego, który pragnął zdobyć tron mołdawski – dwukrotnie atakował on Mołdawię w okresie rządów Stefana, w 1661 początkowo nawet zajął Jassy, Stefan jednak ostatecznie z pomocą tatarską zdołał odeprzeć jego atak.
W okresie panowania Stefana Mołdawia przeżywała okres wyjątkowego upadku – niszczona wojnami i chorobami. Z tym zresztą związane jest popularne określenie Stefana: Papură-Vodă, czyli "Wojewoda Sitowie" – rządy Stefana kojarzyły się ludności Mołdawii z tak skrajnym głodem, że musiano wówczas wytwarzać namiastkę chleba z pałki wodnej.
Stefan Lupu zmarł w 1661 w Tighinie, podczas wspomagania Tatarów w umacnianiu Budziaku przeciwko najazdom kozackim.